# 白細脂鯉
白細脂鯉，為輻鰭魚綱脂鯉目脂鯉亞目脂鯉科的其中一個種。分布於南美洲亞馬遜河至阿根廷淡水流域，體長可達8公分，棲息在底中層水域，生活習性不明，可作為觀賞魚。